# Vía Domiciana
La Vía Domiciana es el nombre moderno de la Vía Domitiana en la región de Campania en Italia, una importante calzada romana construida en el año 95, durante el reinado del emperador Domiciano, llamada así en su honor, con el propósito de facilitar el acceso hacia y desde los importantes puertos de Puteoli (la moderna Pozzuoli) y Portus Julius (puerto de origen de la flota imperial occidental, que comprendía las aguas alrededor de Bayas y el Cabo Miseno) en el golfo de Nápoles.
La Vía Domiciana no fue construida desde cero, más bien se basó en una carretera secundaria existente y utilizó obras emprendidas en el período neroniano para la construcción de la Fossa Neronis, un canal destinado a conectar Roma con Pozzuoli. 
Este camino nacía en la Vía Apia en Formia o Sinuesa. Seguía por la costa y cruzaba los ríos Savona y Volturno, pasaba por un área de lagunas costeras por Linterne y Cumas y terminaba en Pozzuoli. En 102 Trajano prolongó la Vía Domiciana hasta Nápoles. Los restos del puente romano sobre el Volturno, insertados en la fortaleza medieval, todavía son visibles en Castel Volturno.
Fue dañado por Alarico en el año 420 y finalmente destruido por Genserico en 455. Fue parcialmente restaurado bajo varios gobernantes del Reino de Nápoles durante la Edad Media y su aspecto moderno es una carretera costera de importancia que conduce al norte desde Nápoles. 
Estacio escribió un poema completo sobre la Vía Domiciana. Recordó el progreso realizado por el nuevo camino y alabó al emperador. El poema también es un testimonio interesante sobre la construcción de carreteras en la época del Imperio Romano.